# Allopontonia
Allopontonia is een geslacht van kreeftachtigen uit de klasse van de Malacostraca (hogere kreeftachtigen).

## Soorten
- Allopontonia alastairi Bruce, 2010
- Allopontonia brockii (de Man, 1888)